# Творчі проєкти Маріуполя

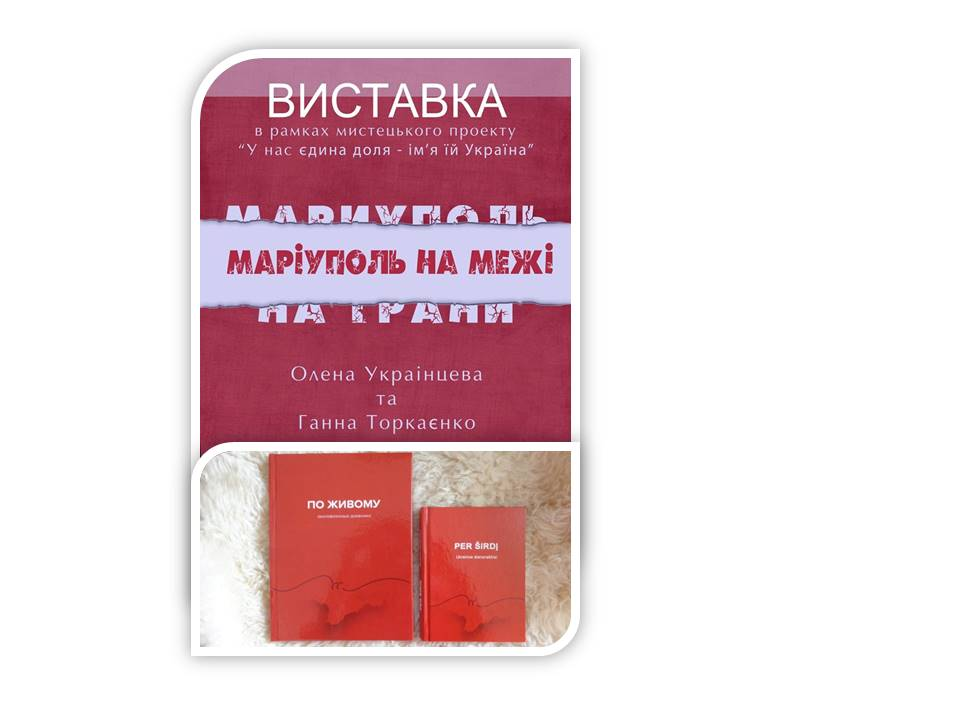

"Творчий проєкт «Маріуполь на межі»"
Заснований маріупольською художницею Оленою Українцевою і художницею переселенкою з Донецька Ганною Токаренко. Існує з вересня 2015 року. За цей час виставку побачили у багатьох містах України. Починали ми з самої далекої від Донбасу точки - Ужгород. Проїхавши через всю країну і побачивши, що те, що ми робимо, викликала живий відгук, ми вирішили продовжити розповідати про життя в прифронтовому місті жителям різних регіонів нашої країни. Так проєкт побував в Івано-Франківську, Львові, Яремче, Самборі, Бережанах, Тернополі, Запоріжжі, Кропивницького, Знам'янці, Одесі, Луцьку, Києві, а також у Литві.
Творчий проєкт «По живому. Околовоенние щоденники »
Автори проєкту - Маріупольська поетеса Оксана Стоміна и поет прозаїк Олег Українцев
особливо цікавий і цінний тим, що в ньому представлені матеріали близько 30 авторів. Серед них жителі прифронтовій і окупованій зон, волонтери, вимушені переселенці, представники різних поколінь і різних літературних жанрів.
Ніякої пропаганди, ніякого пафосу - тільки живе слово! Для всіх залучених авторів участь в проєкті - не тільки чергова можливість реалізувати себе як літератора або ілюстратора, це перш за все можливість поділитися своїми переживаннями, виплеснути емоції, які просто неможливо утримувати в собі, зафіксувати свій новий життєвий досвід, свою громадянську і моральну позицію, своє бачення ситуації - подій 2014-2016гг в Україні. Збірник був вельми успішно презентований в декількох містах України - на Книжковому Форумі в Запоріжжі, в театрі Перуцька в Одесі, на літературному фестивалі в Краматорську, в благодійному проєкті в Києві, на фестивалі документального кіно в Луцьку. 
Обидва проєкти працюють в рамках соціальних.